# Mancomunidad Tierras de Aliste
La mancomunidad "Tierras de Aliste" es una agrupación voluntaria de municipios para la gestión en común de determinados servicios de competencia municipal, creada por varios municipios de la provincia de Zamora, comunidad autónoma de Castilla y León, España.
Tiene personalidad jurídica propia, además de la consideración de entidad local. Engloba una población de más de 6.000 habitantes diseminados en diferentes núcleos de población de la comarca de Aliste.

## Municipios integrados[2]
- Alcañices
- Figueruela de Arriba
- Fonfría
- Gallegos del Río
- Mahíde
- Rabanales
- Rábano de Aliste
- Samir de los Caños
- San Vicente de la Cabeza
- San Vitero
- Trabazos
- Viñas

## Web
www.tierrasdealiste.es. 

## Sede
Sus órganos de gobierno y administración tendrán su sede en la localidad de Alcañices, término municipal de Alcañices (Zamora). 

## Fines[1]
Serán fines de la Mancomunidad:
- La prestación del servicio de recogida, transporte y tratamiento de residuos sólidos urbanos.
- La prevención y extinción de incendios.
- Mejora del medio ambiente en general.
- La ejecución de obras de infraestructura, mantenimiento, conservación y reparación de las redes de abastecimiento de agua, saneamiento y alumbrado.
- La ejecución de obras de infraestructura, mantenimiento y conservación de Instalaciones Deportivas y Culturales.
- Mantenimiento y reparación de caminos y vías rurales.
- Protección de la agricultura y ganadería de la zona.
- Servicio de limpieza viaria.
- Servicios de asesoramiento técnico y jurídico.
- Servicio de recaudación de tributos.

Ninguno de los miembros de la Mancomunidad está obligado a adherirse a todos los fines establecidos.

## Estructura orgánica[1]
El gobierno y administración de la Mancomunidad corresponde a los siguientes órganos: 
- Presidente
- Vicepresidente
- Asamblea de Concejales
- Consejo Directivo